# インター8
インター8（いんたーエイト）は自転車部品メーカーシマノが製造している自転車用内装変速機である。一般に内装8段変速と呼ばれ、国内の内装8段変速の大半を占める。

## 構造
インター8は自転車後輪のハブ部分に内蔵されている。内装変速機の大きな特徴である、車輪が停止した状態でのギアチェンジが可能である。変速は内部にある遊星歯車機構の歯車によって行われ、1段変速すると車輪から「コンッ」と言う音がする。また、専用のグリスが充填されている為、メンテナンスフリーである。

## ギア比
- 1速 0.527
- 2速 0.644
- 3速 0.748
- 4速 0.851
- 5速 1
- 6速 1.223
- 7速 1.419
- 8速 1.615

## 搭載車
3段変速のインター3に比べて高価な部品であるため、高級タイプの自転車によく使われている。特に電動アシスト自転車では採用例が多い。

## その他
- 走行時にバキバキと音がすることがあるが、故障ではない。
- メンテナンスフリーであるものの、メーカーでは性能保持の為、2年に1回もしくは頻繁に使用する場合5000kmごとを目安に販売店にてグリスアップすることを推奨している。